# Coprosma myrtifolia
Coprosma myrtifolia là một loài thực vật có hoa trong họ Thiến thảo. Loài này được Noronha mô tả khoa học đầu tiên năm 1790.